# Partenocarpia

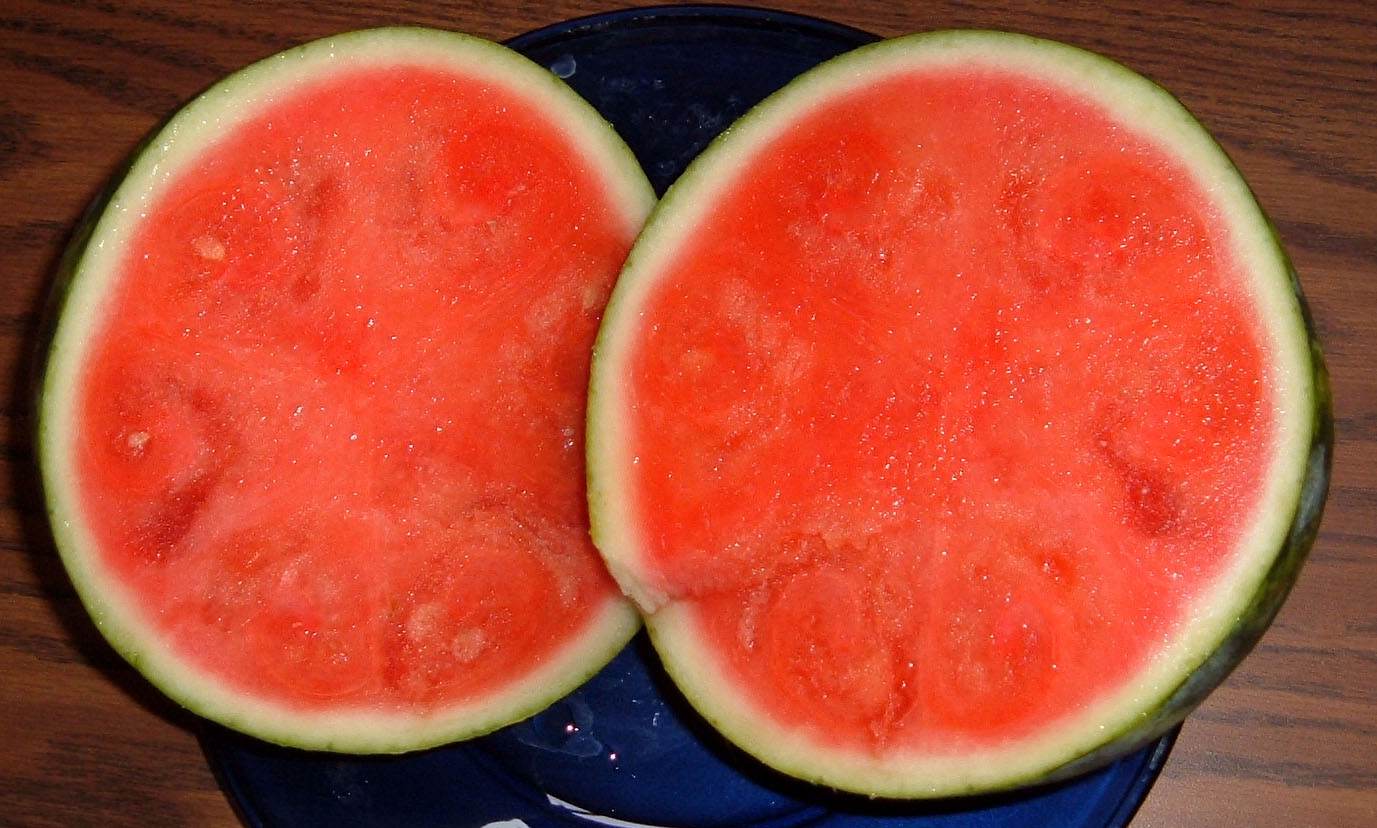
Una sandía sin semillas

La partenocarpia (cuyo significado literal es "fruto virgen") es una forma natural o artificial de producir frutos sin fertilización de los óvulos y por consiguiente sin semillas. La partenocarpia no es un fenómeno generalizado, ya que, si el propósito del resultado es permitir la reproducción de la planta, la generación de una fruta sin semillas aparece muy paradójica; de hecho, la condición fisiológica normal sería que las piezas aborten (flores/frutas) si no están fertilizadas.
El proceso partenocárpico  es sin duda una degeneración del sistema reproductivo de la planta, pero las plantas frutales partenocárpicas, a veces, se prefiere en la agricultura, por la ausencia de semillas (plátanos), y para no tener que soportar un complejo sistema reproductivo difícil o incluso imposible en algunos condiciones.
La partenocarpia puede ser completa (el resultado nunca es fertilizado), o parcial (el fruto fertilizado puede madurar, pero también el no fertilizado). En el caso de la partenocarpia completa, a menudo, esto se debe a poliploidía, lo que compromete por completo la posibilidad de la reproducción sexual.
La partenocarpia puede afectar también a una especie botánica completa o, más a menudo, sólo a unas pocas variedades o mutaciones de esta.
La fruta producida por este proceso madura (o puede madurar) independientemente de la polinización. Esto es permitido por la presencia de una hormona vegetal, llamada auxina, que permite la maduración. Con frecuencia en los casos de partenocarpia parcial, la apariencia, sabor, forma y otras características son diferentes entre frutas producidas por fertilización o frutas en ausencia de esta, es típico en este caso la higuera y kaki.
Ejemplos típicos de frutos partenocárpicos, como se mencionó, son algunas variedades de kaki (Diospyros kaki), de higo, Vasconcellea ×heilbornii (babaco) y todos los tipos y especies de plátanos comercializados. En particular, los plátanos, los pequeños puntos oscuros casi invisibles situados en la parte central son lo que queda de las semillas "abortadas"; es normal que los plátanos naturales no vayan al mercado, ya que tienen cientos de semillas de tamaño apreciable en toda la fruta y no podrían fácilmente ser consumidos en la misma forma que la fruta comercial. 